# Halim Dener
Halim Dener (* 23. Dezember 1977 im Landkreis Genç, Bingöl, Türkei; † 29. Juni 1994 in Hannover am Steintor) war ein Flüchtling und Aktivist kurdischer Herkunft. Bekannt wurde er durch die Umstände seines Todes.

## Leben
Halim Dener wuchs in Bingöl im Osten der Türkei auf. Da er und seine Familie kurdischer Abstammung waren, wurden sie und andere kurdische Bewohner oft vom türkischen Militär heimgesucht. Vermutlich aus diesem Hintergrund stellte er Anfang Mai 1994 einen Asylantrag für Deutschland. Den Asylantrag stellte er unter dem falschen Namen Ayhan Eser, um seine Familie nicht zu gefährden, die damals im noch bis Juni 1994 bestehenden Dorf Parcuk lebte, das durch das türkische Militär gebrandschatzt wurde. Dener soll vor seiner Ausreise in einem türkischen Gefängnis gefoltert worden sein. Mit 16 Jahren kam er dann als unbegleiteter minderjähriger Flüchtling nach Neustadt am Rübenberge. Dort wurde er politisch aktiv und setzte sich gegen die Kurdenverfolgung sowie das 1993 erlassene PKK-Verbot ein.

### Umstände seines Todes
Am späten Abend des 30. Juni 1994, einem Donnerstagabend, befanden sich Dener und andere Kurden am Steintorplatz, um dort Plakate der PKK-Untergrundorganisation Eniya Rizgariya Neteweyî ya Kurdistanê (ERNK) zu kleben. Etwa 20 Minuten vor Mitternacht in der Nacht zum 1. Juli wurden Polizisten auf die jungen Männer aufmerksam. Im weiteren Verlauf soll es zu Handgreiflichkeiten gekommen sein – bis hin zur Erschießung Deners durch einen Zivilpolizisten.
Der Tod Halim Deners löste Proteste und Sachbeschädigungen aus. Im Juli 1994 wurden Polizeiwachen und -fahrzeuge angegriffen, um gegen den vermeintlichen Mord zu demonstrieren. Am 10. Juli fand eine Trauerkundgebung mit 16.000 Teilnehmern statt, bei der der ehemalige Oberbürgermeister Herbert Schmalstieg eine Rede hielt. Oberstaatsanwalt Nikolaus Borchers nahm Ermittlungen zum Fall auf und sammelte 16 Aussagen. Sie sollen jedoch miteinander widersprüchlich gewesen sein, was die Aufklärung des Falles erschwert habe. Am 8. Mai 1996 begann vor dem Oberlandesgericht Celle die Verhandlung gegen den Polizisten Klaus T. (* 1965 oder 1966) wegen fahrlässiger Tötung. Die Eltern von Halim Dener wollten als Nebenkläger auftreten, ihnen verweigerte die türkische Regierung jedoch ohne Angabe von Gründen die Ausreisevisa. Am 27. Juni 1997 wurde Klaus T. freigesprochen, weil Indizien für eine Fahrlässigkeit nicht gegeben waren. Der Schuss aus der Dienstwaffe, eine Smith & Wesson Kaliber 38, soll sich versehentlich gelöst haben, da Klaus T. in den Wirren des Einsatzes unvorsichtig gehandelt habe. Zudem stand T. nach jener Nacht im Juni unter Polizeischutz, da Kurden gedroht hatten, ihn zu töten.

### Demonstrationen rund um Halim Dener
Auch mehr als 20 Jahre nach seinem Tod wurde Halim Dener zum Märtyrer im kurdischen Befreiungskampf stilisiert. Am 21. Juni 2014 fand am Steintor bis hin zum Klagesmarkt eine Gedenkdemo zum 20. Todestag von Halim Dener statt, an der zirka 550 Demonstranten teilnahmen. Die Demo verlief friedlich, die Teilnehmer zeigten jedoch verbotene Flaggen und Symbole der PKK. Am 30. Juni 2016 fand eine Demonstration aus Anlass des 22. Todestags statt, bei der 200 Kurden anwesend waren. Die Demo am Steintor verlief friedlich.

### Diskussion um Mahnmal
Anhaltende Diskussionen, ob für Halim Dener ein Mahnmal errichtet werden soll, führten nicht zum Erfolg. Die Stadt lehnte dies aus Besorgnis um mögliche Unruhen ab. Im März 2016, beim kurdischen Neujahrsfest Newroz,  entfernten Unbekannte während einer Zwischenkundgebung eine Gehwegplatte und ließen eigenmächtig eine Gedenktafel ein, auf der „Halim Dener, am 30. Juni 1994 von der Polizei ermordet“ eingraviert war. Die Stadt ließ die Tafel wenige Tage später wieder entfernen.

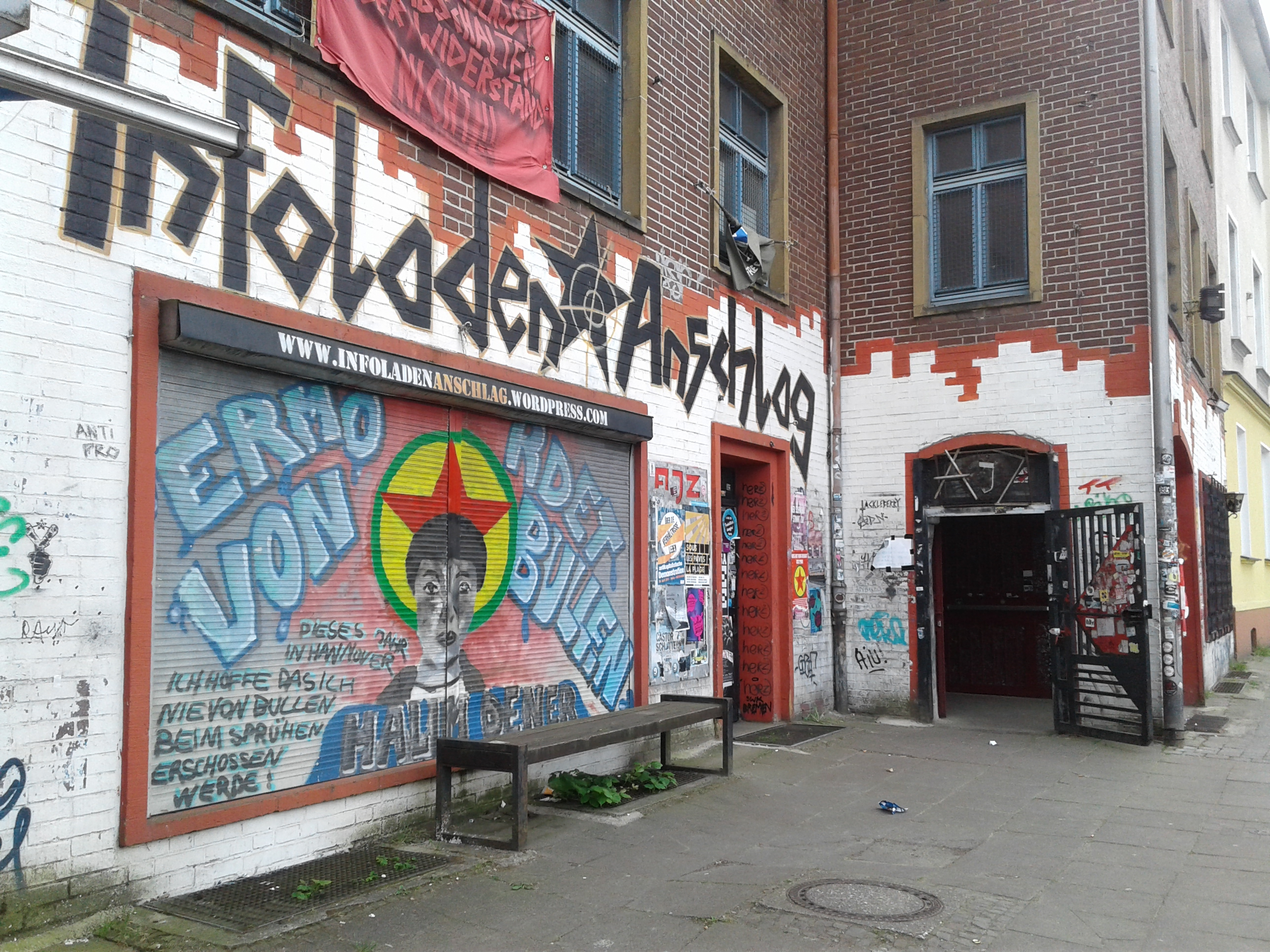
Halim Dener Graffiti (Bielefeld)

 Mehrere Initiativen des Bezirksrats Linden-Limmer und von Gedenkgruppen und Bürgern, der Tat angemessen zu gedenken, unter anderem auch durch die Umbenennung einer Grünfläche in Halim-Dener-Platz, scheiterten an der Stadtverwaltung Hannover.
In Bielefeld befindet sich an der Außenwand des Arbeiterjugendzentrums ein Graffiti, das Halim Dener darstellen soll.